# Affektheuristik
Die Affektheuristik ist eine Urteilsheuristik, die sich auf Gefühle verlässt. Meinungen und Entscheidungen beruhen oft schlicht auf Zuneigung oder Abneigung gegen die jeweiligen Alternativen. Die Gefühle entstehen automatisch und schnell und müssen nicht bewusst empfunden werden. Häufig werden die empfundenen Gefühle in „gut“ und „schlecht“ eingeteilt. Wird anschließend bewusst über diese Einstellung nachgedacht, wird die ursprüngliche Haltung meist nicht kritisiert, sondern rationalisiert.

„Die Suche nach Informationen und Argumenten ist weitgehend beschränkt auf solche, die mit der bestehenden Meinung übereinstimmen, nicht mit der Absicht, sie in Frage zu stellen.“

(vgl. Bestätigungsfehler). Der Begriff und die grundlegenden Untersuchungen stammen von Paul Slovic.

## Beispiel
Slovics Arbeitsgruppe untersuchte die Einstellungen zu verschiedenen Technologien, darunter die Fluoridierung von Trinkwasser, Chemiefabriken, Nahrungskonservierungsmittel und Autos. Die Teilnehmer sollten Vorteile und Risiken der Technologien auflisten. Es ergab sich ein hoher (negativer) Zusammenhang: Wer viele Vorteile aufgezählt hatte, fand wenige Risiken; viele Risiken gingen einher mit wenigen Vorteilen. So vermieden die Studienteilnehmer kognitive Dissonanz.
Anschließend bekamen die Teilnehmer kurze Texte mit Argumenten, warum die Technologien vorteilhaft seien. Eine Hälfte der Gruppe bekam Texte, die die zahlreichen Vorteile einer Technologie betonte; die andere Hälfte der Teilnehmer erhielt Texte, die deren geringe Risiken herausstellte. Erstaunlicherweise änderte die erste Gruppe anschließend auch ihre Risikobewertung; ebenso bewertete die zweite Gruppe nun auch die Vorteile höher, obwohl beide Gruppen keine relevanten Informationen bekommen hatten.